# Bruno Blachon
Pour les articles homonymes, voir Blachon.
Bruno Blachon est un footballeur français né le 25 décembre 1959 à Constantine en Algérie. Il évolue au poste de défenseur latéral droit de la fin des années 1970 au milieu des années 1990.
Formé à l'USM Malakoff, il joue ensuite notamment au Racing CF, à l'AS Béziers et  au Montpellier PSC enfin à La Roche VF avant de rejoindre les rangs amateurs du Château-Thierry CS où il termine sa carrière comme entraîneur-joueur.